# 盛中国
盛中国（1941年—2018年9月7日），祖籍江西临川，生于重庆，中華人民共和國小提琴家。

## 生平
江西临川人，生于重庆，旅日華僑小提琴家。1954年考入中央音乐学院附中。1960年赴莫斯科柴可夫斯基音乐学院學習。师从柯岗（Kogan）。1962年在柴可夫斯基国际音乐大赛小提琴比赛中获得荣誉奖。1964年回国后，在中央乐团任独奏演员。1979年，与小提琴演奏家耶胡迪·梅纽因在中国合作演出，被后者誉为“我在中国演奏巴赫双提琴协奏曲的最好的合作者”。1980年，出访澳大利亚举行独奏音乐会，与悉尼等四个城市的交响乐团合作，演出了柴可夫斯基作品以及《梁祝小提琴协奏曲》等作品。巡演成功后，澳大利亚广播公司把他列入“世界最伟大的艺术家”榜单。
2018年9月7日晚，盛中国因心脏病突发抢救无效去世，享年77岁。

## 荣誉

### 外国勋章奖章
- 旭日小绶章（日本，2018年9月7日公布[5]）

## 家庭
- 父亲：盛雪
- 母亲：朱冰
- 妻子：濑田裕子
- 兄弟姐妹：盛中华、盛中白、盛中真、盛中秀、盛中光、盛中龙、盛中翔、盛中丽、盛中红、盛中新